# Jan Gryfita
Jan, Janik albo Janisław z rodu Gryfitów (zm. 11/12 marca po 1167, być może 1176) – arcybiskup gnieźnieński od 1149, a wcześniej biskup wrocławski od 1146 do 1149.

## Życiorys
Był synem Klemensa z Brzeźnicy, jednego z protoplastów możnowładczego rodu Gryfitów-Świebodziców. Wiosną 1146 został biskupem wrocławskim z nominacji Władysława II, jednak jeszcze w tym samym roku poparł młodszych synów Bolesława Krzywoustego. W 1149 (po 22 czerwca) został arcybiskupem gnieźnieńskim.
Karol Maleczyński przypuszczał, że przed nominacją biskupią mógł pełnić urząd kanclerza Bolesława Kędzierzawego, jednak w świetle nowszych badań hipoteza ta okazała się błędna.
Wraz ze swoim bratem Klemensem był współfundatorem opactwa cystersów w Jędrzejowie. Przypisywana mu jest fundacja Drzwi Gnieźnieńskich. Zakładał wiele kapituł kolegiackich (np. św. Pawła w Kaliszu). Podczas zjazdu w Łęczycy w maju 1161 poświęcił kolegiatę w Tumie.
Jego duża pieczęć z podobizną metropolity i napisem archiepiscopus Polonie (arcybiskup Polski) z dokumentu z 1153, wystawionego przez arcybiskupa Jana w imieniu Zbyluta, fundatora opactwa cysterskiego w Łeknie, jest najstarszą zachowaną w Polsce pieczęcią biskupią.
W 1160 roku wraz z księciem Bolesławem Kędzierzawym uznał antypapieża Wiktora IV.
W nekrologach opactwa lubińskiego oraz opactwa św. Wincentego we Wrocławiu jego zgon zarejestrowano pod datą dzienną odpowiednio 11 i 12 marca, ale bez podania roku. Po raz ostatni jest on poświadczony jako uczestnik zjazdu jędrzejowskiego pod koniec 1167 roku, na którym wraz z biskupem krakowskim Gedką wydał przywilej dla opactwa w Jędrzejowie. Jego następca Zdzisław pojawia się w źródłach po raz pierwszy dopiero na wiecu w Gnieźnie w kwietniu 1177. Jako data śmierci Jana wchodzą więc w grę lata od 1168 aż do 1176/7. Wincenty Kadłubek w swej kronice czyni go jednym z komentatorów historii Polski aż do śmierci Bolesława Kędzierzawego w 1173, co może wskazywać, że Jan przeżył tego księcia. Ponadto, z uwagi na udokumentowane powiązania Jana z cystersami, przy jednoczesnym braku dowodów na takie powiązania arcybiskupa Zdzisława, Józef Dobosz przyjął, że fundacja cysterskiego opactwa w Sulejowie w 1176 odbyła się jeszcze przy współudziale arcybiskupa Jana.

## W literaturze
Jan Gryfita jest jednym z narratorów Kroniki Wincentego Kadłubka, dzieła napisanego w formie dialogu.

## Literatura
- A. Małecki, Studya heraldyczne, t. II, Lwów 1890, s. 46-48.
- L. M. Wójcik, Ród Gryfitów do końca XIII wieku. Pochodzenie — genealogia — rozsiedlenie, "Historia" CVII, Wrocław 1993, s. 25-28.